# Jõepere
Jõepere (oude Duitse naam: Jömper) is een plaats in de Estlandse gemeente Kadrina, provincie Lääne-Virumaa. De plaats telt 43 inwoners (2021) en heeft de status van dorp (Estisch: küla).
Bij Jõepere liggen de bronnen van de rivier Loobu. Het terrein waar de bronnen liggen is beschermd.
De plaats werd voor het eerst genoemd in een bron uit 1528; het bij Jõepere behorende landgoed (Estisch: Jõepere mõis) is gesticht in de 17e eeuw.

## Geboren
- Friedrich Reinhold Kreutzwald (1803-1882), dichter van het epos Kalevipoeg (geboren op het landgoed van Jõepere)

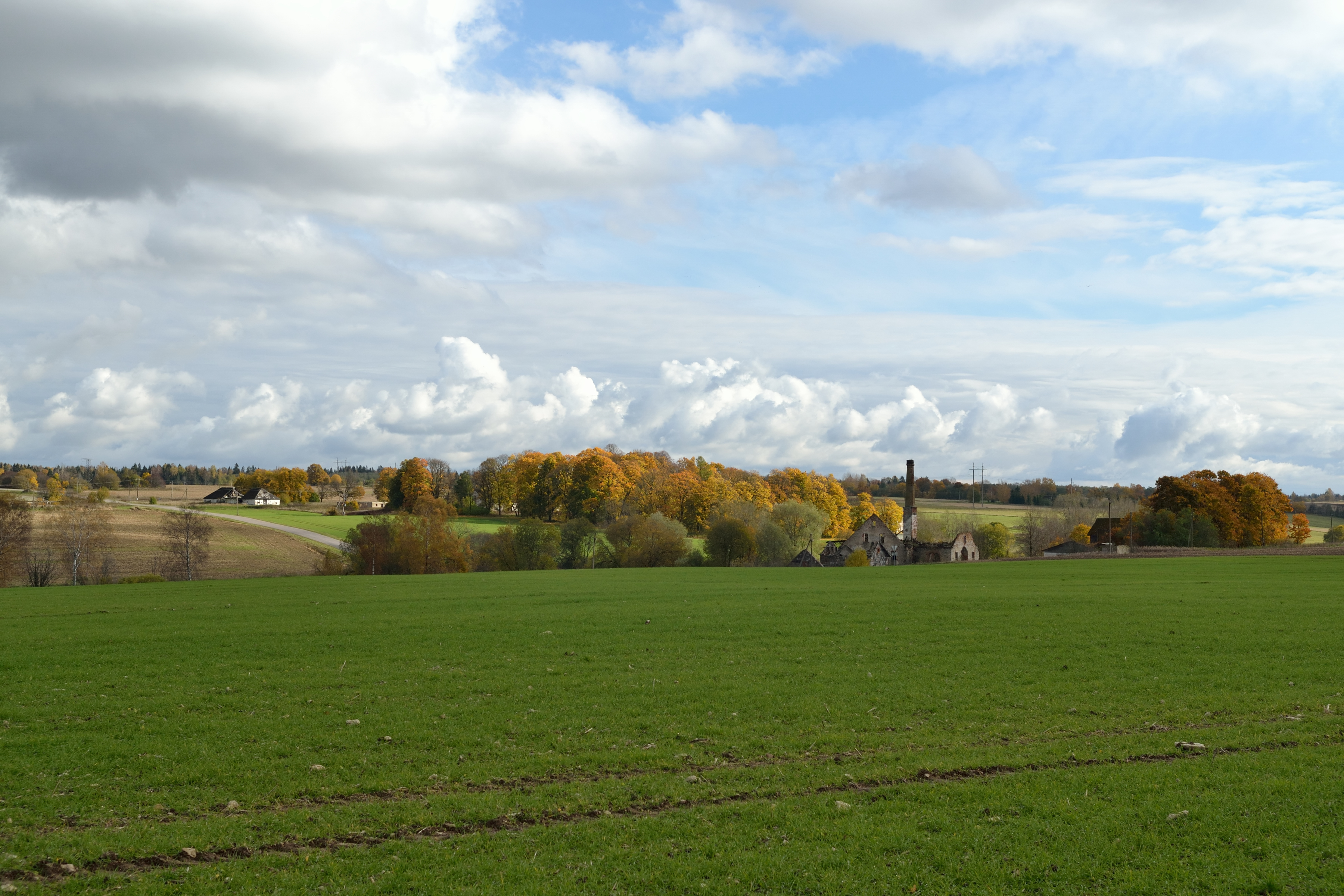
De restanten van de destilleerderij op het vroegere landgoed Jõepere